# P/2013 P1 (PANSTARRS)
P/2013 P1 (PANSTARRS) — одна з короткоперіодичних комет сім'ї Юпітера. Ця комета була відкрита 1 серпня 2013 року; вона мала 19.8m на час відкриття.